# Fitzpatrick Wilderness
Die Fitzpatrick Wilderness [fɪtsˌpætɹɪk ˈwɪldənɪs] ist ein Schutzgebiet vom Typ eines Wilderness Area im US-Bundesstaat Wyoming. Sie liegt in den Rocky Mountains auf der Ostflanke der Wind River Range. Das Gebiet ist nach Thomas Fitzpatrick benannt, einem Trapper und Entdecker, der in den 1820er Jahren zu den ersten Weißen gehörte, die Teile der Rocky Mountains erkundeten, 1842 war er als Kundschafter für John Charles Fremont tätig, der als Erster wichtige Punkte des Gebirgszugs vermaß. Das Wildnisgebiet ist Teil vom Shoshone National Forest, einem durch den United States Forest Service verwalteten Nationalforst.
Die Wildnis hat grob die Form eines auf der Spitze stehenden Dreiecks und eine Fläche von ca. 800 km². Die östliche Grenze verläuft exakt in Nord-Süd-Richtung, hier schließt sich die Wind-River-Reservation an, eine Indianer-Reservation der Östlichen Shoshone und Arapaho. Auf der Westseite ist das Gebiet durch den Gebirgskamm der Wind River Range und die dort verlaufende Kontinentale Wasserscheide begrenzt. Jenseits des Kammes liegt die Bridger Wilderness.

## Beschreibung
Die Ostflanke der Wind River Range ist stärker zerklüftet als die Westseite. Daher liegen im Gebiet 44 kleine Gletscher, 60 Seen und unzählige kleine Bäche und Flüsse, die in den Wind River münden. Auf der Grenze der Wildnis liegen der Gannett Peak, mit 4207 m der höchste Berg Wyomings, und der Downs Mountain (4096 m).
Wie in allen Wilderness Areas gibt es keinerlei Verkehrs- oder touristische Infrastruktur. Das Gebiet wird von keiner Straße berührt oder durchzogen, allerdings werden Wege, darunter die übliche Route auf den Gannett Peak, rudimentär unterhalten. Die Benutzung von Fahrzeugen aller Art, auch von Mountainbikes, ist untersagt. Zulässige Nutzungen sind Trekking und Wanderreiten in Kleingruppen sowie im Rahmen der gesetzlichen Vorschriften das Angeln und die Jagd.